# Ку (паровоз)

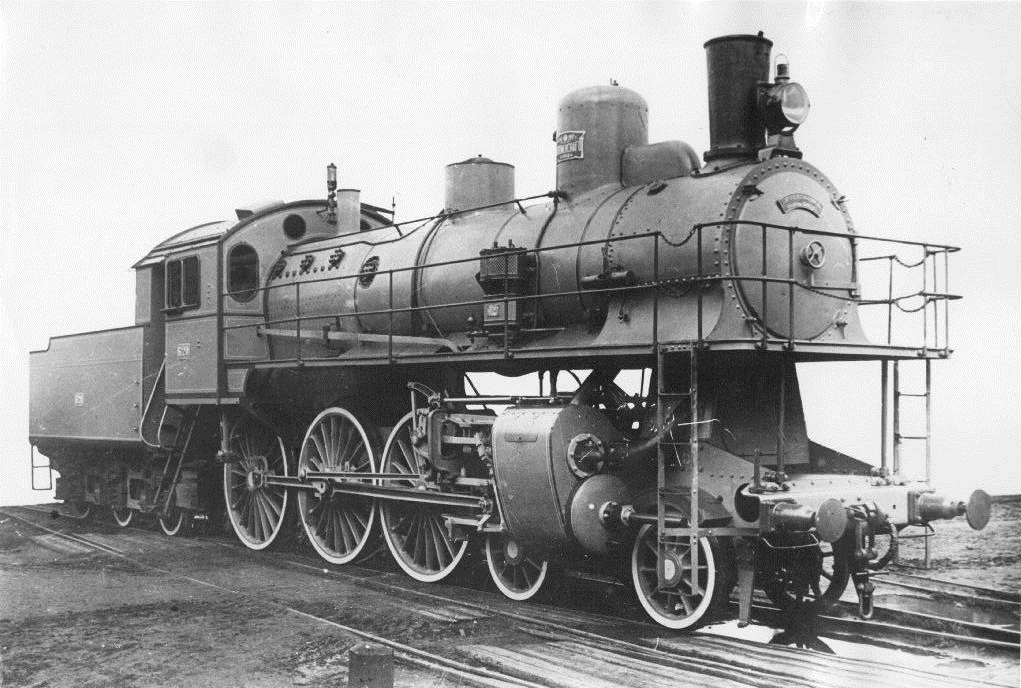

Ку(рос. К усиленный, прізвисько — Кукушка) — російський пасажирський паровоз випускався з 1911 по  1914 рік. Був створений на базі паровоза серії К, в порівнянні з яким посилений паровий котел і збільшений діаметр рушійних коліс. Ку мав найбільшу висоту котла з усіх дореволюційних паровозів (висота осі котла над рейками становила 3200 мм).
Даний паровоз Коломенський завод створив наперекір Сормовському, який мав свій паровоз типу 1-3-1 серії С. Однак Ку так і не зміг замінити С, а згодом був переведений на другорядні лінії.